# Kees Jansma
Cornelis Johannes (Kees) Jansma (Amsterdam, 26 juni 1947) is een Nederlands sportpresentator, producent, journalist, schrijver en voormalig perschef van Oranje.

## Televisie
Jansma werkte vanaf 1966 in de sportjournalistiek en van 1975 tot 1997 bij Studio Sport. Hij stapte in 1997 over naar Canal+, waar hij later ook hoofd Sport werd. Samen met Wil Moerer was Jansma tevens televisieproducent. Ook was hij in de jaren '80 enige tijd presentator van het sportprogramma Sport op Vrijdag bij de KRO.
Vanaf 2011 tot de zomer van 2019 was hij presentator van Fox Sports, voorheen Eredivisie Live. Voor deze zender presenteerde Jansma vijf jaar lang De Tafel van Kees en Natafelen, waarin hij diverse gasten uit de voetbalwereld op bezoek kreeg. Verder is Jansma regelmatig te gast bij Studio Voetbal  van de NOS. 
In de zomer van 2013 was Jansma een van de gastpresentatoren bij Knevel & Van den Brink.
In 2021 maakte Jansma bekend te stoppen als journalist.

## Schrijver
Jansma was jarenlang redacteur bij Voetbal International en bleef na zijn vertrek als redacteur tot de zomer van 2004 als columnist verbonden aan het blad. In 2020 keerde hij terug bij Voetbal International, waar hij wekelijks een online talkshow presenteert.
In 2011 verscheen zijn boek met als titel "Kees". In 2016 kwam het boek "Terug naar Hilversum" uit. In 2020 schreef hij de biografie van recordinternational Wesley Sneijder, die onder andere onthulde waarom Oranje in 2012 faliekant faalde.

## Perschef
Jansma was van 2004 tot en met 2014 perschef van het Nederlands voetbalelftal. Op 13 juli 2014, na de derde plaats van Oranje op het WK in Brazilië, trad Jansma terug als perschef.
In 2024 werd Jansma perschef van het nationale voetbalteam van Curaçao.

### Bestseller 60
| Boeken met noteringen in de Nederlandse Bestseller 60 | Jaar van verschijnen | Datum van binnenkomst | Hoogste positie | Aantal weken | Opmerkingen                     |
| ----------------------------------------------------- | -------------------- | --------------------- | --------------- | ------------ | ------------------------------- |
| Kees                                                  | 2011                 | 09-11-2011            | 8               | 8            | autobiografie                   |
| Terug naar Hilversum                                  | 2016                 | 11-05-2016            | 25              | 5            |                                 |
| Sneijder                                              | 2020                 | 01-07-2020            | 1(2wk)          | 11           | biografie over Wesley Sneijder  |
| Nabeschouwing                                         | 2022                 | 23-11-2022            | 12              | 6            | in samenwerking met Mart Smeets |

## Trivia
- Op zevenjarige leeftijd verhuisde hij van Amsterdam naar Den Haag.[8]
- Presentatoren Henk Spaan en Harry Vermeegen hadden in de jaren 90 enige tijd in hun televisieprogramma Die 2: Nieuwe Koeien een Kees Jansma-lookalike-wedstrijd, waarin er werd gezocht naar iemand die als het evenbeeld van Jansma kon fungeren.
- Op 29 april 2011 werd Jansma beloond voor zijn werk in de journalistieke wereld en benoemd tot Ridder in de Orde van Oranje-Nassau.[9]
- Jansma schreef in 1990 het Geschenkboek voor de Maand van het Spannende Boek, getiteld En een persconferentie tot slot...
- Hij was op 6 juni 2000 te gast in Dit was het nieuws.
- Jansma is een fervent supporter van de voetbalclub ADO Den Haag. In 2019 was hij betrokken bij de club als bestuursadviseur.[10]
- Jansma is getrouwd en heeft met zijn vrouw twee zonen. Uit twee eerdere huwelijken heeft hij twee kinderen.[11]

- International Standard Name Identifier: 0000 0003 8743 5551
- Library of Congress Control Number: n2021026572
- Nederlandse Thesaurus van Auteursnamen: 073293040
- Virtual International Authority File: 280415927